# Arès
Arès är en kommun i departementet Gironde i regionen Nouvelle-Aquitaine i sydvästra Frankrike. Kommunen ligger i kantonen Audenge som tillhör arrondissementet Arcachon. År 2022 hade Arès 6 477 invånare.

## Befolkningsutveckling
Antalet invånare i kommunen Arès
Referens:INSEE